# Rosa Cullell i Muniesa
Rosa Cullell i Muniesa (Barcelona, 14 de març de 1958) és una periodista i dirigent empresarial.
Llicenciada en Ciències de la Informació per la Universitat Autònoma de Barcelona i diplomada en Alta Direcció per l'IESE. Ha treballat al diari Mundo Diario, a la BBC, TVE Catalunya i al diari El País. L'any 1988 fou nomenada directora de Comunicació de La Caixa de Pensions, entitat de la qual també fou directora general adjunta i membre del comitè de direcció, tot representant l'entitat als consells d'administració d'algunes de les empreses participades (Panrico, Telesp, Port Aventura). El 2002-2005 fou nomenada consellera delegada del Grup 62 (de la qual aleshores La Caixa n'era accionista majoritària). Presidenta del Consell Social de la Universitat Autònoma de Barcelona des de l'abril del 2004, el febrer del 2005 fou elegida directora general del Gran Teatre del Liceu, en substitució de Josep Caminal i Badia. L'abril de 2008 fou nomenada directora general de la Corporació Catalana de Mitjans Audiovisuals (CCMA) d'on dimití el juliol de 2010. El juliol de 2011 fou nomenada consellera delegada de Media Capital.